# Samernas ursprung

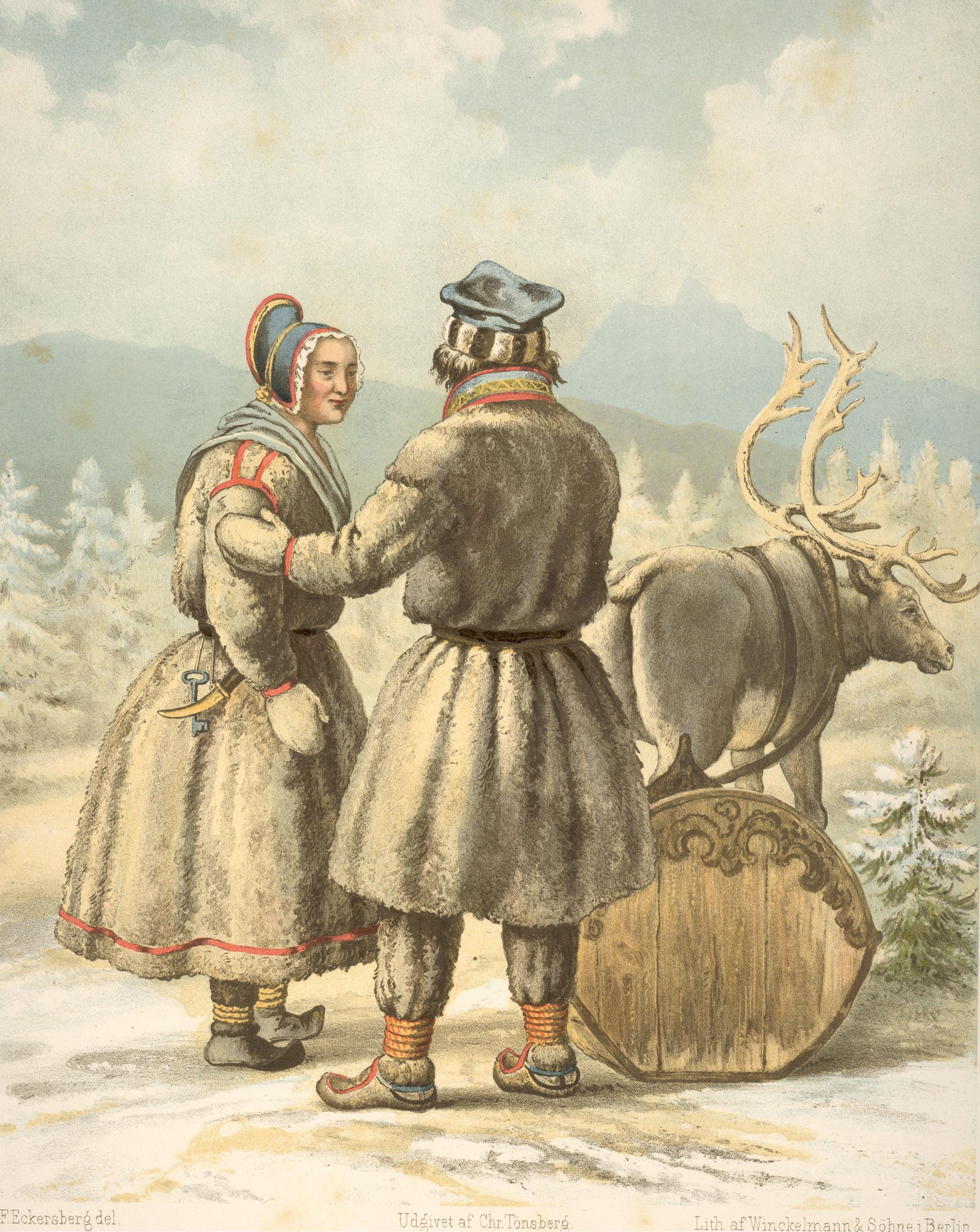
Samer från Karasjok avbildade av Johan Fredrik Eckersberg 1852.

Samernas ursprung har intresserat forskare åtminstone sedan Johannes Schefferus tid på 1600-talet. Från början kopplades samerna ihop med finnarna, eftersom det samiska språket är uppenbart närbesläktat med finskan. När den fysiska antropologin utvecklades under 1800-talet upplevdes samerna i stället som avvikande från alla omgivande folk, vilket gav upphov till en teori om att samerna utvecklats som en isolerad grupp under istiden, då de skulle ha övervintrat vid Norra Ishavet. Även denna teori övergavs.  

## Autosomalt DNA

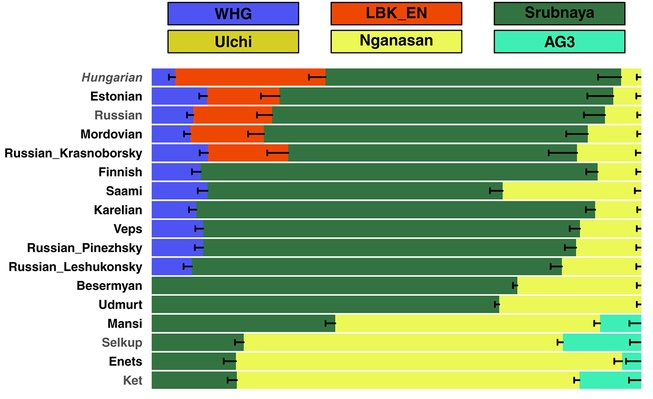
Uppskattade härkomstkomponenter bland utvalda eurasiska populationer. Den gula komponenten representerar neosibirisk härkomst (representerad av nganasaner).

Autosomala genetiska analyser har visat att samerna utgör en distinkt grupp som skiljer sig från andra européer, med en betydande del av genomet som härstammar från en neosibirisk befolkning, bäst representerad av nganasaner. Den specifika sibiriska härkomsten tros ha nått Nordösteuropa under tidig järnålder, i samband med spridningen av uraliska språk. Den sibiriska komponenten uppskattas utgöra ungefär 25 %. Den mesolitiska "västeuropeiska jägare-samlaren" (WHG) utgör cirka 15 %, medan komponenten från den neolitiska "europeiska tidiga bonden" (LBK) är 10 %. Cirka 50 % är kopplade till den bronsålderskulturella "Jamna"-komponenten.

## Förhistoria
Modern genetikforskning visar att den samiska gruppen har utvecklats genom tillskott från flera olika håll vid olika tidpunkter av flera olika jägar-samlarfolk som rörde sig över Nordkalotten, och att samer, skandinavisktalande och finsktalande bönder kunde beblanda sig med varandra under järnåldern. Detta tolkas som att den samiska kulturen fick sin speciella form genom den halvnomadiska renskötseln, som uppstod för omkring 2 500 år sedan, snarare än genom en strikt avgränsad folkgrupp.
Genom forskning av mitokondrie-DNA (som ärvs via mödernet) och YDNA (som ärvs på fädernet, men aldrig av kvinnor) har flera haplogrupper identifierats som är dominerande bland dagens samer men är mer sällsynta i de flesta andra befolkningsgrupper. Eftersom en del genvarianter förekommer i betydligt högre frekvens hos samerna än hos andra folkslag har samerna kallats för en genetiskt unik befolkning.
Europa har befolkats av fyra förhistoriska invandringsvågor, varav de tre första bidrog till de germanska och nordiska folken (se svenskarnas ursprung), medan den samiska och finska befolkningen även har stor del av sina rötter i den fjärde vågen.
Den första vågen bestod av jägare och samlare. En kultur som tros ha övervintrat istiden i Sydeuropas refugium nådde Skandinavien söderifrån för 13 000 år sedan. Spår av dem återfinnes i Nordens befolkning troligen som MtDNA-haplogrupp V(en) (som ärvs via mormors mor och så vidare), vilken är särskilt vanlig bland samer. En annan kultur hade övervintrat i refugium i dagens Ryssland, och befolkade Skandinavien och Europa från nordöst efter istidens slut för cirka 10 000 år sedan. Med denna invandring kom MtDNA-haplogrupp U5(en) som är särskilt vanlig bland samisktalande. Den är i dag ovanlig på Europeiska kontinenten, där jägar-samlarbefolkningen tros ha trängts undan av senare jordbrukare till områden i Europas periferi. Varianten U5b1b1 återfinns i Norden i stort sett bara hos personer med samiska rötter, men förekommer även i Nordafrika (bland berber), i nordligaste Asien och i Sydeuropa. En studie från 2004 visar att knappt hälften av alla samer bär den mitokondriella haplogruppen U5b1b och drygt 40 procent haplogruppen V.
Nutida sydsamer har en högre frekvens av haplogrupper som man kan förvänta sig av en kontinentaleuropeisk befolkning, än nordsamer. En studie publicerad 2007 visar att endast 18,8 procent av sydsamerna hade haplogruppen U5b (med undergrupper) och 18,1 procent haplogruppen V. Sydsamer som är aktiva inom renskötseln har en något högre andel av dessa haplogrupper, än de som inte bedriver renskötsel.
En andra utomeuropeisk invandringsvåg bestod av stenåldersbönder med rötter i Mellanöstern, och en tredje våg av indoeuropeiska herdar från den ryska stäppen strax innan bronsåldern.
En fjärde våg, från Sibirien, nådde Europa för cirka 4 000 år sedan utgjorde ett betydande tillskott till finnar och samer. YDNA-haplogruppen (som ärvs från far till son) N1c är särskilt vanlig i Finland och bland samer, och tros ha kommit in i Fennoskandinavien österifrån för minst 1 500 år sedan. N1c-folket förde med sig ananjinokulturens metallbruk, resulterande i vad som tros vara de tidiga samernas metallframställning och asbestkeramik. Asbestkeramik förekommer i Sverige endast ned till Medelpad. Det har gett upphov till hypotesen att det funnits en gräns som skiljde Övre Norrland från Mellannorrland och att det var olika kulturer och språkgrupper som bodde i respektive områden.
På 500-talet anslöt sig även människor från kusttrakterna i Finland och från Mellansverige, främst tillhörande YDNA-haplogrupperna I1 och R1a(en) som är vanliga bland jordbrukare, till den samiska gruppen. Samerna var mycket få vid denna tid och drabbades därför av flaskhalseffekten, som resulterade i unikt autosomalt DNA och en avvikande frekvens av haplogrupper,  men samer handlade med och beblandade sig med tiden med bofast befolkning i norra Fennoskandinavien, inte minst de nordisktalande som började kolonisera Mellannorrland sedan bronsåldern och Norra Norrland sedan medeltiden. Bland svenskar har personer från Västerbotten något högre frekvens av haplogrupper som är vanliga bland samisk- och finsktalande, och befolkningen i Norrland varierar mer än andra germanska befolkningsgrupper.

## Urinvånare eller finnar?
| ”            | Man har inte hört, att lapparna skulle ha kommit hit någonstädes ifrån. Lappen har varit en urgammal invånare överallt här i Lappland, och då lappen fordom bodde här vid havskusten, då fanns det inte en enda annan inbyggare vid havskusten, och då var det lapparna gott att vara. Och lapparna ha också fordom bott överallt på den svenska sidan. Då fanns det inte bönder någonstädes; lapparna visste inte av att det fanns andra människor än de själva. | „ |
| – Johan Turi | |   |

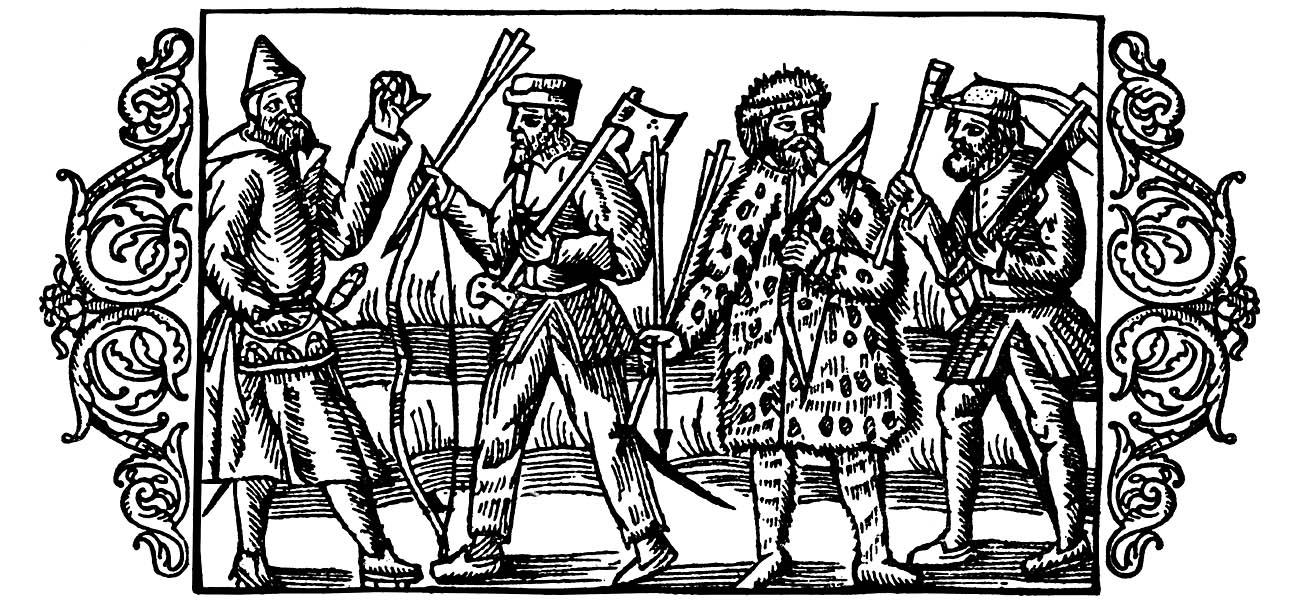
På ett träsnitt från Olaus Magnus Historia om de nordiska folken avbildas Nordens olika folkslag i form av en moskovit, en finne, en same och en göt.

Enligt den samiska tradition som Johan Turi ger uttryck för har samerna alltid bott i Lappland och inte kommit dit någonstans ifrån. Dock har samernas ursprung länge varit en omdiskuterad fråga. I verket Lapponia från 1673 ägnade Johannes Schefferus ett kapitel åt samernas härstamning. Han inledde med att konstatera att samerna inte kunde härstamma från svenskarna "...då ingenting är mera olikt än en lapp och en svensk. Intet i kroppsform, kynne, språk, klädsel, ja intet överensstämmer hos dem". Lika litet kunde de antas härstamma från ryssarna eller norrmännen. Schefferus kom fram till att det troligaste var att samerna ledde sina anor från finnarna, framför allt eftersom det samiska språket har sådana uppenbara likheter med finskan, men även för att de båda folken var så lika till såväl kynnet som utseendet: "Finnarna ha svart hår, brett ansikte och bister uppsyn, så ock lapparna". Till och med ifråga om klädedräkten fanns enligt Schefferus mening obetydlig skillnad mellan samer och finnar.

## K.B. Wiklunds övervintringsteori

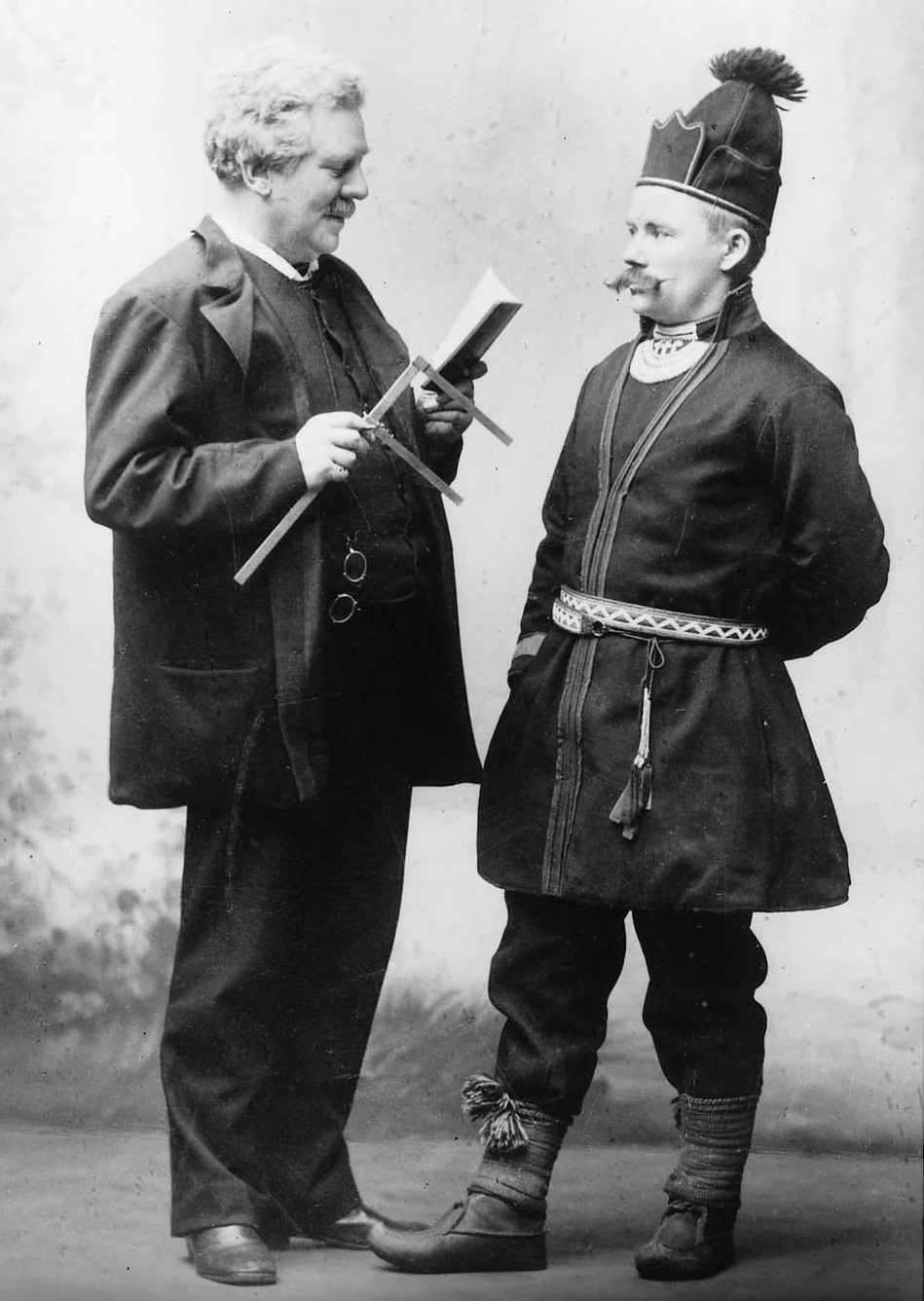
Att mäta olika kroppsmått, i synnerhet skallens mått, var basen för det sena 1800-talets och det tidiga 1900-talets fysiska antropologi. Här står Gustaf Retzius i begrepp att mäta upp samen Fjellstedt från Härjedalen.

Alla var dock inte överens om samernas och finnarnas fysiska likheter. I början av 1900-talet slog språkforskaren K.B. Wiklund fast att samerna "äro i antropologiskt avseende lika skilda från finnarna som någonsin från nordborna" (Wiklund syftade på den fysiska antropologin, alltså studiet av fenotypiska karaktärer, vilket då var ett stort forskningsområde). Karaktäristiskt för samerna var, enligt Wiklund, kortskallighet, liten kroppslängd, svart hår, bruna ögon och svag haka. Enligt hans uppfattning hade ingen kunnat påvisa något antropologiskt sammanhang mellan samerna och något annat folk. Hans slutsats blev att "den lapska rasen" uppkommit genom lång tids fullständig isolering från andra folkslag.
Men hur skulle en sådan isolering ha kunnat komma till stånd? När botanisten Rolf Nordhagen ansåg sig kunna visa att relativt stora delar av den norska Ishavs- och Atlantkusten varit isfria under den senaste istiden passade detta utomordentligt ihop med Wiklunds tankar. Arkeologen Anders Nummedal hade nämligen också hittat mycket gamla boplatser vid Komsafjället i Alta, just inom det område som Nordhagen identifierat som isfritt. Därmed ansåg sig Wiklund slutligen kunna lösa "den lapska urtidens gåta". Komsakulturens lämningar måste vara spår efter samernas förfäder, som tillbringat istiden i isolering vid kusten. Därifrån skulle de ha spritt sig söderut när isen smälte.
Som ytterligare belägg för denna övervintringsteori påpekade K.B. Wiklund att den nutida befolkningen i Möre fylke och Sunnfjord i södra Norge var av en ”antropologisk typ” som var förbluffande lik samerna, och att arkeologer just i detta område hade hittat lämningar efter den så kallade Fosnakulturen, som kraftigt påminde om Komsakulturen. Wiklund menade att detta sammanträffande inte kunde vara en tillfällighet. Även de så kallade pyttarna på Bohus Malmön utanför den svenska Västkusten röjde enligt Wiklund "en omisskännlig likhet med våra lappar". Ända in i modern tid skulle det alltså, hävdade Wiklund, längs såväl den norska som den svenska kusten ha funnits reliktförekomster av en befolkning som överlevt istiden.
K.B. Wiklund menade att samernas förfäder, som hade övervintrat vid Ishavskusten, inte hade talat samiska utan ett numera okänt språk som han kallade för protolapska. Han tyckte sig finna kvardröjande spår av protolapskan i form av ord som inte kunde kopplas till andra språk. Dit hörde exempelvis det samiska ordet för vatten, čáhci, som är helt annorlunda än finskans vesi. Ortnamnet Luleå var enligt Wiklunds uppfattning också en protolapsk relikt. Eftersom det kan uttydas som "det öster om, nedanför fjällryggen belägna vattendraget" konstaterade han att det verkade vara givet västerifrån. Även många andra ortnamn i Lappmarken, som Sulitelma och Abisko, skulle enligt Wiklund kunna vara relikter från den protolapska tiden. Först senare hade samerna bytt ut sitt ursprungliga språk mot ett finsk-ugriskt.
Det bör påpekas att K.B. Wiklunds tal om "den lapska rasen" mycket snart kom att betraktas som föråldrat. Redan 1941 skrev ärftlighetsforskaren Gunnar Dahlberg att tanken "att europeerna härstammar från ett antal rena raser är ett obekräftat antagande". Trots att han själv var verksam vid Rasbiologiska institutet drog han slutsatsen att "rasbiologi [är] ett uttryck för nationella fördomar och har inget med vetenskap att göra". Skillnaderna mellan samer och andra svenskar berodde enligt Dahlberg troligen på miljöfaktorer.

## Samband med älgjägare och asbestkeramiker

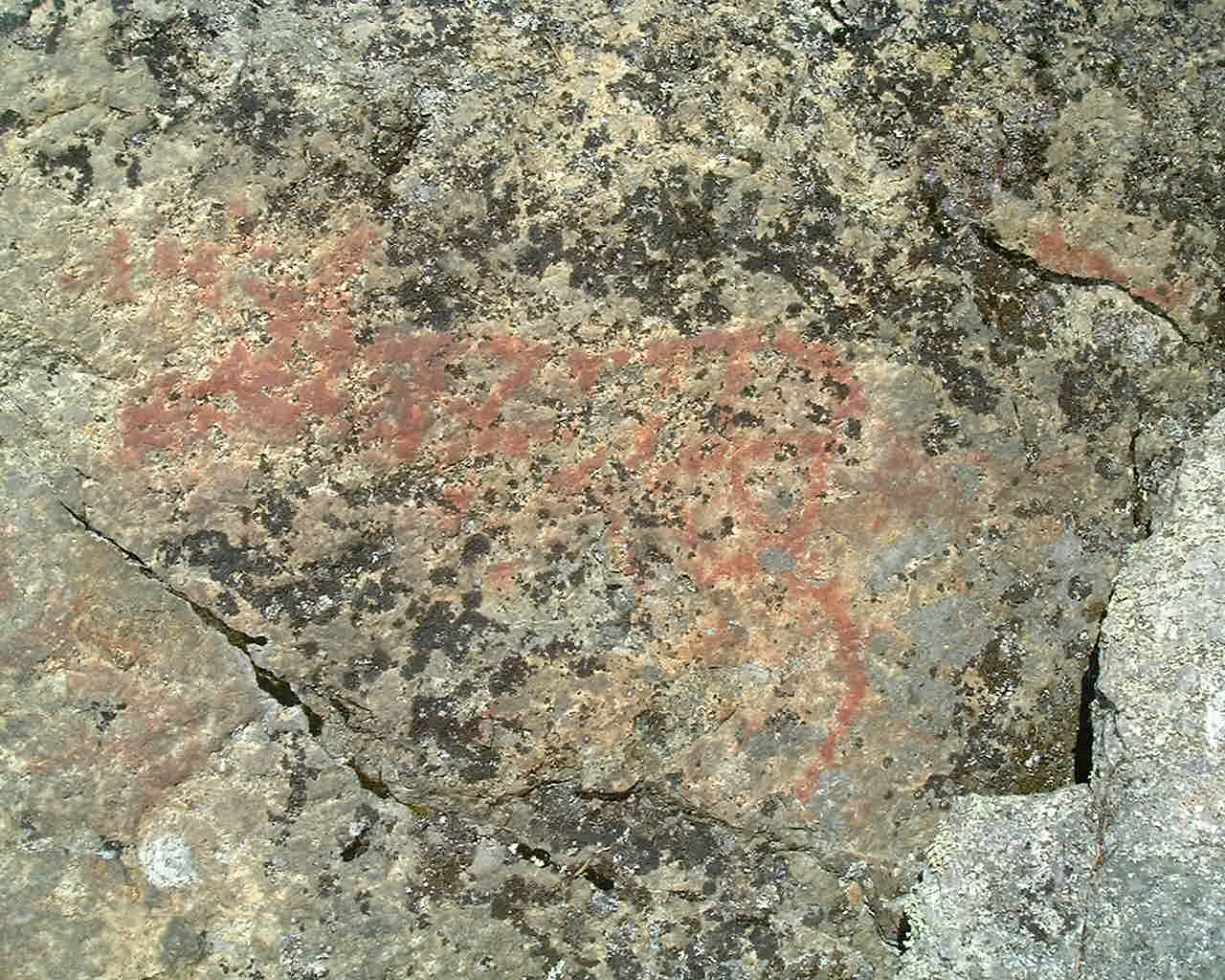
Mellannorrlands älgjägare skildrade sitt favoritbyte på hällmålningar, som den här vid Fångsjön i Jämtland.

Inte heller K.B. Wiklunds åsikter stod sig i längden. Bara något decennium efter hans död hade de flesta forskare övergivit övervintringsteorin. Idén om det protolapska språket levde däremot kvar i viss utsträckning. Etnologen Phebe Fjellström pekade på 1980-talet på de stora olikheter som finns mellan nordsamiskt och sydsamiskt och menade att den samiska folkgruppen egentligen bestått av två folkslag. Den ena skulle efter istiden ha levt vid den norska kusten och därifrån ha flyttat över Kölen till Lappland och norra Ångermanland för att där livnära sig som älgjägare från 4000 f.Kr. och framåt. Detta folk skulle ha talat protolapska. Ungefär 2000 f.Kr skulle sedan ett folk med ett finsk-ugriskt språk, asbestkeramikens folk, ha kommit till Norden från öster. När de båda folkgrupperna mötts skulle de ha smält samman till en folkgrupp, som blev samerna.
Även forskare som inte förespråkat detta dubbla ursprung har kopplat ihop samerna med asbestkeramikens folk. I Sverige förekommer denna fyndtyp nämligen inte söder om en gräns som skiljer Övre Norrland från Mellannorrland och Jämtlands län. Norr om denna gräns är älvnamn och de äldsta ortnamnen ofta samiska eller finska, medan motsvarande namn söder om gränsen är av germanskt ursprung. Det folkslag som framställde asbestkeramik skulle enligt detta synsätt vara förfäder till samerna, medan de folkslag som bodde längre söderut skulle vara förfäder till nordborna.

## Genetiska studier
När den fysiska antropologins fader, Johann Friedrich Blumenbach (1752–1840) delade in människan i fem olika raser förde han alla folk som talade finsk-ugriska språk till den mongolida rasen. Trots K.B. Wiklunds uppfattning om att samerna var lika skilda från finnarna som från nordborna följde denna klassificering med långt in på 1900-talet.
När genetiken utvecklades som vetenskap i mitten av 1950-talet blev detta ett nytt redskap i forskningen om samernas ursprung, och resultaten pekade på att K.B. Wiklund hade kommit sanningen närmare än Blumenbach. Lars Beckman, som framför allt studerade blodgrupper, kallade samerna för en genetiskt unik befolkning. Hans studier indikerade att samerna inte hade något nära släktskap med asiatisk-mongolida folkgrupper. Dock kunde studierna inte förklara samernas ursprung, men han uteslöt inte att deras "urhem" fanns någonstans i Asien eller Östeuropa. Hans frekvensstudier av så kallade samiska markörgener indikerade att mellan en fjärdedel och en tredjedel av befolkningens arvsmassa i Västerbottens län och Norrbottens län har samiskt ursprung.

## Studier av mitokondrier och Y-kromosomer

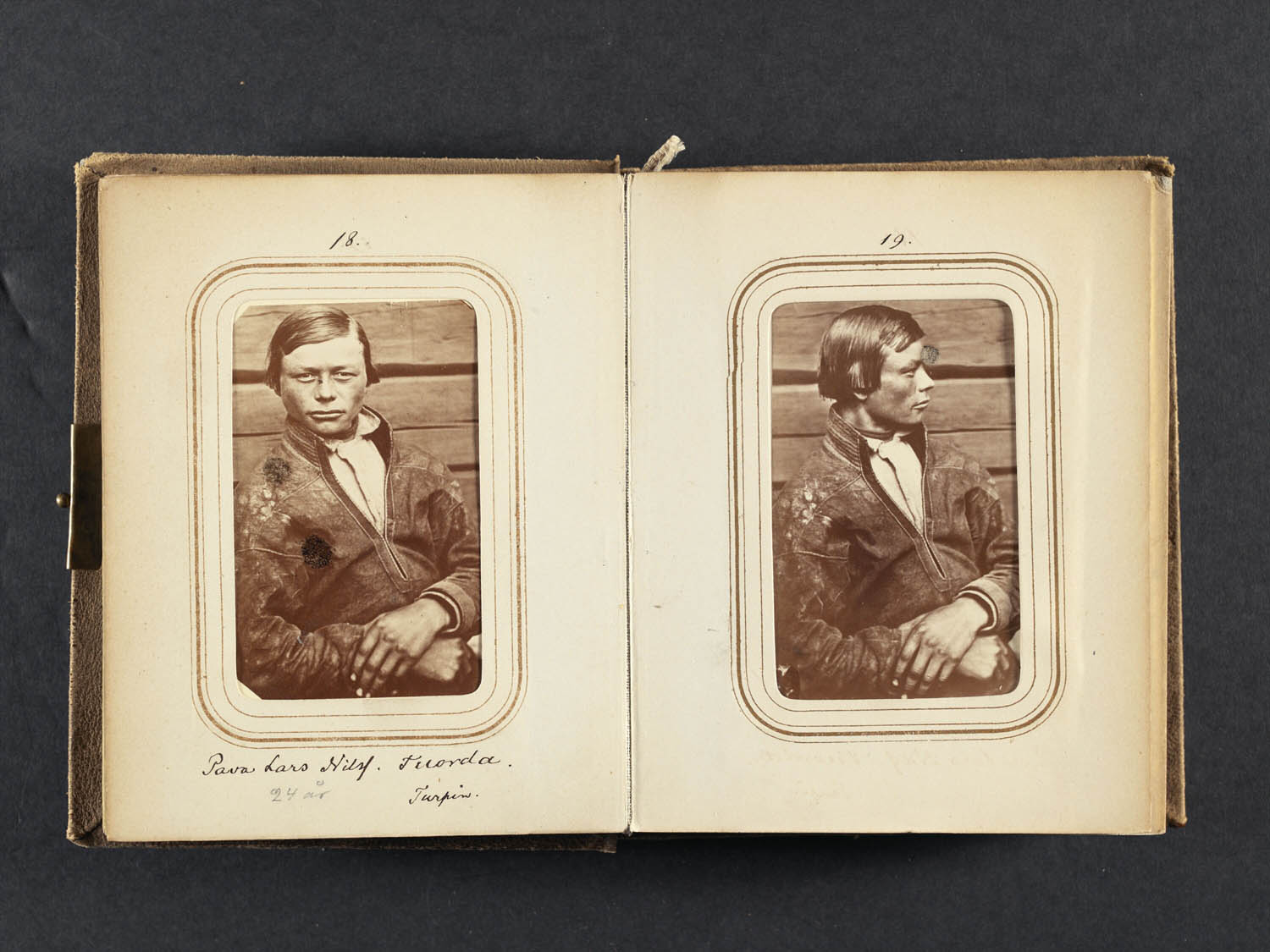
Även för moderna genetiker framstår samerna som ett särpräglat folkslag. Här Pavva Lars Nilsson Tuorda från Tuorpon sameby i Jokkmokks socken, fotograferad av Lotten von Düben 1868.

Senare typer av genetiska studier, nämligen av mitokondrie-DNA (som enbart nedärvs från modern) och Y-kromosomer (som enbart ärvs från far till son), har tillfört ny men ofta svårtolkad information. De två typer av mitokondrie-DNA som dominerar hos samer, haplogrupperna U5b1b och V, har troligen sitt ursprung i västra Europa. Även de olika varianter av Y-kromosomer som förekommer hos samer tyder på ett europeiskt ursprung. Någon genetisk likhet med nu levande sibiriska folk har däremot inte kunnat beläggas. Den forskargrupp som publicerade dessa resultat 2004 menade att samernas genetiska särart bäst kunde förklaras med att samernas anfäder var en liten, avgränsad grupp av européer.
Det är dock klarlagt att det finns en genetisk koppling till Sibirien såtillvida att ingenstans förutom i nordostligaste Europa och i nordligaste Skandinavien finns en så hög frekvens som i västra Sibirien av en viss genetisk markör vars allra högsta frekvens finns i de nordligaste gränstrakterna mellan Europa och Sibirien.
Vid kartläggning av människans mitokondrie-DNA i dess helhet fann man en av ovannämnda varianter, U5b1b, i mitokondrie-DNA från tre samer, en berber från Algeriet, en fulani från Senegal, samt en jakut från nordöstra Sibirien. Att fulani och berber har haft kontakt med varandra är känt, men i övrigt var resultaten en överraskning för forskargruppen, särskilt som den här varianten verkade ha uppkommit för bara 9 000 år sedan. En möjlig förklaring skulle kunna vara att alla de nämnda folkslagen hade förfäder i sydvästra Europa, på gränsen mellan Frankrike och Spanien, varifrån jägar- och samlarfolk spred sig åt olika håll efter den senaste istiden.
En svensk studie från 2007 har kommit fram till att haplogrupperna U5b1b och V (de som dominerar mitokondrie-DNA hos samer från nordligaste Sverige, Norge och Finland) troligen kom till området mycket snart efter istidens slut. De kan ha kommit antingen från den europeiska kontinenten eller från Volga-Ural-regionen i Ryssland eller från båda håll. En annan typ av mitokondrie-DNA, haplogrupp Z, förekommer i låg frekvens hos både samer och nordasiatiska folkslag men är annars nästan frånvarande i Europa. Forskarna har tolkat detta som ett tecken på att den nordsamiska gruppen fått ett tillskott från öster så sent som för 2 700 år sedan.

## Genetik och arkeologi
Den svenska genetikstudien från 2007 kan jämföras med nya arkeologiska rön, som anses visa att nordligaste Sverige koloniserades från norr omedelbart efter istiden. Komsakulturen har därmed åter blivit aktuell som ursprung för norra Sveriges tidigaste invånare. Numera tror forskarna dock inte att de människor som gav upphov till lämningarna vid Komsa överlevt istiden vid den nordnorska kusten, utan att kustområdet snabbt koloniserades från sydväst under istidens slutskede. När dessa människor följde efter den smältande isen över tundran söderut stötte de så småningom ihop med de människor som koloniserat Finland från öster. Så kan samernas genetiska arv, som är huvudsakligen europeiskt men tycks ha kommit från både öster och väster, förklaras.
Tidpunkten för den senare invandring som genetikerna tycker sig kunna se spår av, för 2 700 år sedan, kan jämföras med den koppling som en del arkeologer tidigare gjort mellan samerna och det folkslag som givit upphov till asbestkeramik. Asbestkeramik hittas på boplatser från cirka 3900 f.Kr.–1300 f.Kr. i Finland, och 1500 f.Kr.–1000 e.Kr. i Skandinavien.
En teori om samernas ursprung har varit att de härstammar från den jägar- och samlarkultur som arkeologer kallar för den gropkeramiska kulturen. Emellertid har moderna genetiska studier visat att så inte är fallet.